# اولی وستبری
اولی وستبری (انگلیسی: Olle Wästberg؛ زادهٔ ۶ مهٔ ۱۹۴۵) روزنامه‌نگار، سیاستمدار و دیپلمات اهل سوئد است.

## زندگی‌نامه
اولی وستبری در ۱۹۴۵ در استکهلم متولد شد. وی پسر اریک وستبری و برادر بزرگتر پر وستبری است. او در سال ۱۹۷۲ دکترا در علوم سیاسی و تاریخ اقتصاد را از دانشگاه استکهلم دریافت کرد.

## فعالیت‌ها
از سال ۱۹۹۹ تا ۲۰۰۴ وستبری به عنوان سرکنسول سفارت سوئد در شهر نیویورک خدمت کرد. او در تاریخ ۱ مارس ۲۰۰۵ به سمت مدیر کل انستیتو سوئد منصوب شد. وستبری بسیاری از مقالات و کتاب‌هایش را در نیویورک نوشته‌است. او در سال ۲۰۰۵ رودی جولیانی شهردار سابق نیویورک را برای دریافت جایزه صلح نوبل به دلیل تلاش‌هایش برای کاهش یافتن جرائم در نیویورک معرفی کرد.